# Wissam El Bekri
Wissam El Bekri (Thiais, 16 de junho de 1984) é um futebolista profissional tunisiano que atua como defensor.

## Carreira
Wissam El Bekri representou o elenco da Seleção Tunisiana de Futebol no Campeonato Africano das Nações de 2008.